# Тсутсу
Тсу́тсу (эст. Tsutsu), ранее Цу́тсу — деревня в волости Рыуге уезда Вырумаа, Эстония.

## География и описание
Расположена в 6 километрах к северо-востоку от волостного центра — посёлка Рыуге — и в 5 с половиной километрах к югу от уездного центра — города Выру. Высота над уровнем моря — 182 метра.
Климат умеренный. Официальный язык — эстонский. Почтовый индекс — 66702.

## Население
По данным переписи населения 2021 года, в Тсутсу насчитывалось 7 жителей, все — эстонцы.
По данным переписи населения 2011 года, в деревне проживали 8 человек, также все — эстонцы.
Численность населения деревни Тсутсу по данным переписей населения: 
| Год  | 1959 | 1970 | 2000 | 2011 | 2021 |
| ---- | ---- | ---- | ---- | ---- | ---- |
| Чел. | 15   | ↘ 11 | ↘ 8  | → 8  | ↘ 7  |

## История
Своё название деревня получила от добавочного крестьянского имени: в 1796 году были записаны жители Цуццо Пик Яан (Zuzzo Pik Jaan) и Цуццо Михкли Якоб (Zuzzo Mihkli Jacob), в 1839 году — Цуцци (Zuzzi).
В XVIII веке Тсутсу была частью деревни Пюсся (в то время — Кокы-Виллаку, Коковилло).
В 1977–1997 годах Тсутсу была частью деревни Расва.

## Происхождение топонима
Происхождение добавочного личного имени Цуцу (Тсутсу) неизвестно. При сравнении лексиконов подошла бы ласкательная форма из выруского диалекта тсудсу — «волк» (эст. tsudsu), а также тсутс, тсутсукыны (эст. tsuts, tsutsukõnõ) — «немного», «на мгновение», что можно сравнить с русским словом «чуть», получение которого в качестве добавочного имени могло бы характеризовать, например, разговорчивость носителя этого имени.